# Districts nationaux de l'Union soviétique
Les Districts nationaux ou raïons nationaux étaient des raïons (unités administratives) spéciaux  de l'Union soviétique ayant existé de 1924 jusqu'aux années 1940, créés pour répondre aux besoins des populations ethniques et culturelles minoritaires au sein des républiques. Ils faisaient partie de la politique plus large de korenizatsiia, ou « indigénisation », menée à cette époque.

## Contexte
La Russie soviétique qui a succédé à l’Empire russe en 1917 n’était pas un État-nation, et les dirigeants soviétiques n’étaient pas déterminés en créer un. Au début de la période soviétique, l’assimilation volontaire des peuples allogènes était activement découragée et la promotion de la conscience nationale des populations non russes était tentée. Chaque minorité ethnique officiellement reconnue, aussi petite soit-elle, se voyait attribuer son propre territoire national où elle jouissait d’un certain degré d’autonomie, disposait d’écoles nationales et avait ses propres élites.

## Liste

### République socialiste soviétique de Biélorussie
Pour les Polonais de Biélorussie :
- Dzierżyńszczyzna (1932-1937), centrée sur Dzyarzhynsk

### République socialiste fédérative soviétique de Russie
Pour les Grecs de Russie :
- District autonome grec (1930-1939), basé à Krymskaya (aujourd'hui Krymsk)

### République socialiste soviétique d'Ukraine
Pour les Bulgares d'Ukraine :
- Raïon de Blahoïeve, basé à Blahoïeve (aujourd'hui Velykyi Buialyk)
- Raïon de Kolarivka, basé à Kolarivka (aujourd'hui Sofiïvka)
- Raïon de Vilchanka, basé à Vilchanka

Pour les Allemands d'Ukraine :
- Raïon national allemand Luxemburg (1924–1939), basé à Luxemburg (aujourd'hui Rozivka)

Pour les Juifs en Ukraine :
- Raïon juif de Kalinindorf (en) (1927–1958), basé à Velyka Seideminukha (aujourd'hui Kalynivske, oblast de Kherson) Raïon juif national de Novozlatopil (en) (1929–?), basé à Novozlatopil, hromada rurale de Malynivka, raion de Polohy, oblast de Zaporijia  Raïon juif national de Stalindorf (en) (1930–?), basé dans diverses localités au cours de son existence

Pour les Polonais en Ukraine :
- Marchlewszczyzna (1925-1935), centrée à Marchlewsk (aujourd'hui Dovbysh)

Pour les Russes en Ukraine :
- Raïon de Tchouhouïv (1927–présent), basé à Tchouhouïv
- Raïon national russe de Kosiorovski (1930–?), basé dans diverses localités au cours de son existence
- Raïon de Poutyvl (1927-2020), basé à Poutyvl
- Raïon de Sorokyne (1927-2020), basé à Sorokyne
- Raïon de Stanytsia-Louhanska (1927-2020), basé à Stanytsia Louhanska
- Raïon de Velyka Pyssarivka (1927-2020), basé à Velyka Pyssarivka